# Tatai Minimarathon
A Tatai Minimarathon nemzetközi utcai futóverseny Tatán.

## Története
A futóversenyt 1983 óta rendezik meg augusztus első hétvégéjén.  Útvonalának főbb pontjai: Öreg-tó, tatai vár, Cseke tó, Angolpark. A rajt a Magyary Zoltán Művelődési Központ elől indul. Az indulók száma 700-800 fő alkalmanként. A Tatai Minimarathon szerzői jogának tulajdonosa Varga István.

## A verseny
A versenytáv 14 kilométeres, a szintidő 100 perc. Több mint száz honi és külföldi város atlétái vesznek részt a versenyen. Az európai rangot kivívó eseményen az abszolút versenyen kívül a nőknél 15, a férfiaknál 17 kategóriában díjazzák az első három helyezettet. A Minimarathon nyílt futóverseny, igazolt és amatőr résztvevőkkel. A 14 éven aluliak szülői beleegyezéssel vagy kísérővel indulhatnak. Az érvényben lévő atlétikai versenyszabályok szerint működik.

## Célja
Az atlétikai sportág, a rendszeres testedzés népszerűsítése, versenyzési, kondíció-felmérési
lehetőség biztosítása, nemzetközi sportkapcsolatok ápolása.

## Szervező
Tata Város Önkormányzata, Tatai Mecénás Közalapítvány, Felnőtt Utazók Klubja, Tatai Városkapu Zrt. Főrendező: Horváth Zoltán sportszervező, a tatai polgármesteri hivatal volt sport referense.